# Перша участь у літніх Олімпійських іграх (монета)
«Пе́рша у́часть у лі́тніх Олімпі́йських і́грах» — пам'ятна монета номіналом 200 000 карбованців, випущена Національним банком України. Присвячена першій участі України у літніх Олімпійських іграх.
Монету було введено в обіг 10 липня 1996 року. Вона належить до серії «Спорт».

## Опис та характеристики монети
| Номінал карб. | Метал    | Маса, грам | Діаметр, мм. | Якість виготовлення | Гурт     | Тираж, штук |
| ------------- | -------- | ---------- | ------------ | ------------------- | -------- | ----------- |
| 200 000       | мельхіор | 14,35      | 33,0         | пруф-лайк           | рифлений | 100 000     |

### Аверс

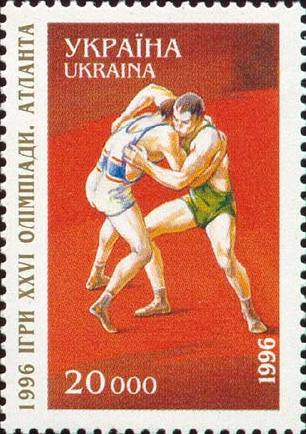
Поштова марка України присвячена іграм в Атланті

На аверсі монети у центрі знаходиться зображення малого Державного Герба України, праворуч і ліворуч від нього — стилізовані зображення трибун стадіону і лаврового листя. Над гербом напис «УКРАЇНА», під гербом «1996» — рік карбування монети. Внизу по колу позначення номіналу: «200000 КАРБОВАНЦІВ».

### Реверс
На реверсі монети у центрі розміщено восьмикутний картуш із зображенням профілю молодої жінки у вінку з квітами — символічний образ України, за основу якого взято малюнок із Державного кредитового білета 1918 року, виконаний Георгієм Нарбутом. Над картушем зображено фігури п'яти античних атлетів, під картушем — фігури п'яти сучасних спортсменів. Праворуч картуша емблема Національного олімпійського комітету України, ліворуч — напис у два рядки «АТЛАНТА XXVI». Вгорі по колу напис «ПЕРША УЧАСТЬ У ЛІТНІХ ОЛІМПІЙСЬКИХ ІГРАХ».

## Автори
- Художники: Харук Олександр, Харук Сергій, Таран Володимир.
- Скульптор — Котович Роберт.

## Вартість монети
Під час введення монети в обіг 1996 року, Національний банк України розповсюджував монету за її номінальною вартістю — 200000 карбованців.
Фактична приблизна вартість монети, з роками змінювалася так:
| Рік        | 2005 | 2006 | 2007 | 2008 | 2009 | 2010 | 2011 | 2012 | 2013 | 2014 | 2015 | 2016 | 2017 | 2018 | 2019 | 2020 | 2021 | 2022 | 2023 | 2024 | 2025 |
| ---------- | ---- | ---- | ---- | ---- | ---- | ---- | ---- | ---- | ---- | ---- | ---- | ---- | ---- | ---- | ---- | ---- | ---- | ---- | ---- | ---- | ---- |
| Ціна, грн. | 5    | 5    | 10   | 10   | 15   | 15   | 20   | 20   | 30   | 32   | 50   | 57   | 75   | 80   | 95   | 100  | 105  | 150  | 250  | 270  | 270  |